# Protection civile en Irlande
La protection civile irlandaise (Civil Defence Ireland en anglais ; Cosaint Shibhialta na hÉireann en irlandais) est une organisation assurant la protection civile en Irlande.

## Structure
|                                                     |                                                                       |                      |             |             |             |             |                               |
| Civil Defence Officer Officier de protection civile | Assistant Civil Defence Officer Officier de protection civile adjoint | Commander Commandant | 1st Officer | 2nd Officer | 3rd Officer | Leader Chef | Assistant Leader Chef adjoint |

## Galerie

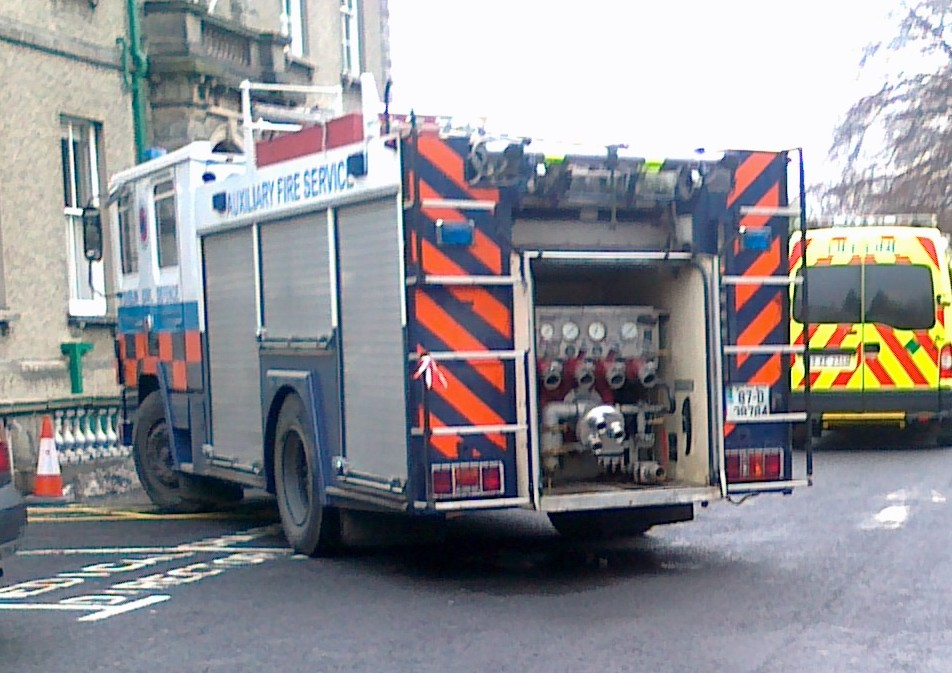
Protection civile de Dublin
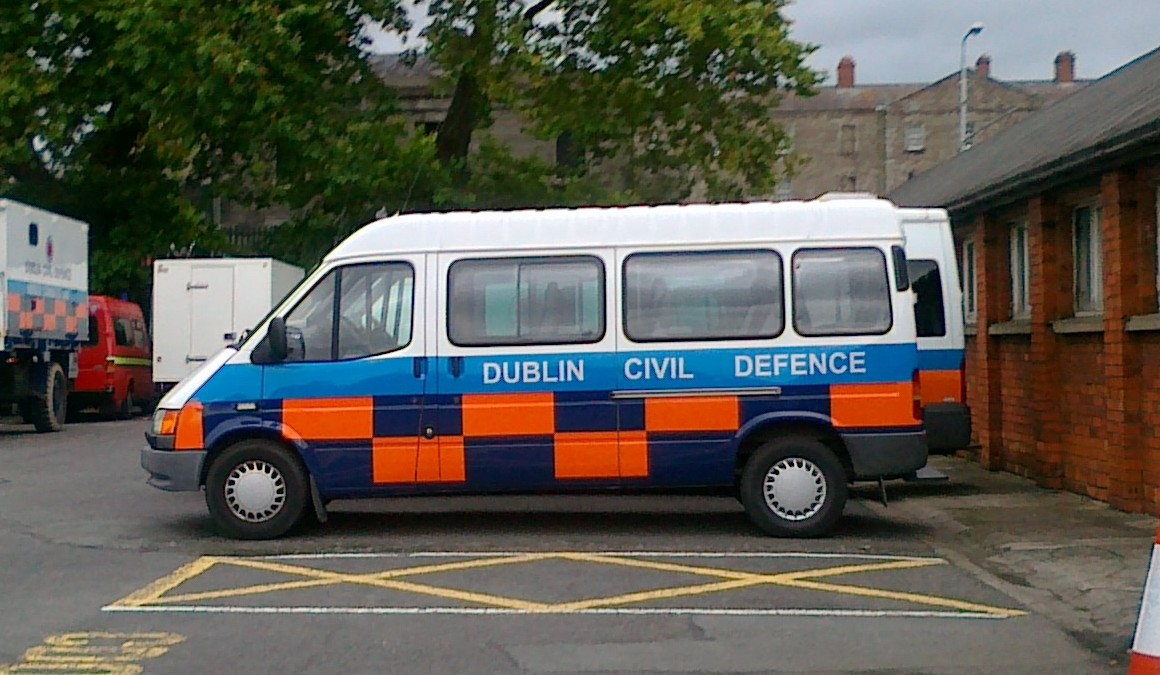
Protection civile de Dublin
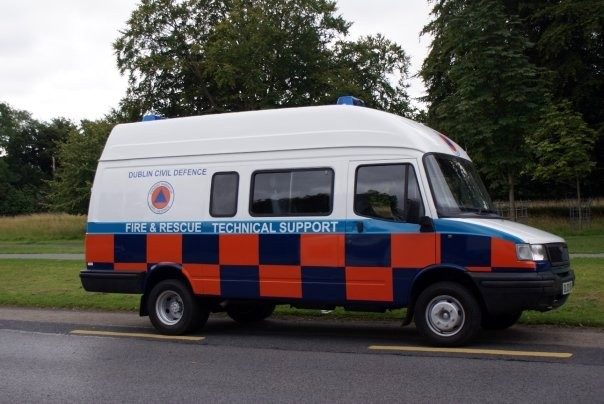
Protection civile de Dublin